# پلچاب
پلچاب (به لاتین: Phulchhari) یک منطقهٔ مسکونی در بنگلادش است که در ناحیه گایبنده واقع شده‌است. پلچاب ۳۰۶٫۵۳ کیلومتر مربع مساحت و ۱۲۸٬۸۴۵ نفر جمعیت دارد.